# Каначут
Каначут (арм. Կանաչուտ) — село в Араратской области Армении. 

## География
Село расположено в западной части марза, к северу от автодороги , на расстоянии 8 километров к северу от города Арташат, административного центра области. Абсолютная высота — 870 метров над уровнем моря.
Климат
Климат характеризуется как семиаридный (BSk в классификации климатов Кёппена). Среднегодовая температура воздуха составляет 12,5 °C. Средняя температура самого холодного месяца (января) составляет −2,7 °С, самого жаркого месяца (июля) — 26,2 °С. Расчётная многолетняя норма атмосферных осадков — 279 мм. Наибольшее количество осадков выпадает в мае (47 мм).

## Население
Иван Шопен отмечал, что согласно сведениям из "Камерального описания", составленного в 1829-1831 годах, в селе Догкуз Гарнибасарского магала Эриванской провинции проживало 315 человек, из которых 180 - армяне, переселившиеся из Персии после заключения Туркманчайского договора (1828) сторонами Русско-персидской войны (1826—1828), 127 - мусульмане ("мюгаммедане") и 8 - армяне, проживавшие в селе до 1828 года (в источнике называются "коренными армянами").
По данным «Сборника сведений о Кавказе» за 1880 год в селе Дохкуз Эриванского уезда было 68 дворов, в 41 из них проживало 390 армян григорианского вероисповедания, из которых 205 - мужского пола и 185 - женского, в остальных 27 дворах проживало 159 азербайджанцев (указаны как "татары") шиитского вероисповедания, из которых 89 - мужского пола, 70 - женского. Также в селе была расположена церковь.
По данным Кавказского календаря на 1912 год, в селе Дохкуз Эриванского уезда проживало 456 человек, в основном армян.
| Год переписи | Население          | Население          | Население          | Население            | Население            | Население            |
| Год переписи | Наличное население | Наличное население | Наличное население | Постоянное население | Постоянное население | Постоянное население |
| Год переписи | Всего              | Мужчины            | Женщины            | Всего                | Мужчины              | Женщины              |
| ------------ | ------------------ | ------------------ | ------------------ | -------------------- | -------------------- | -------------------- |
| 2001         | 1191               | 572                | 619                | 1262                 | 613                  | 649                  |
| 2011         | 998                | 480                | 518                | 1028                 | 506                  | 522                  |